# Utetheisa ochreomaculata
Utetheisa ochreomaculata là một loài bướm đêm thuộc phân họ Arctiinae, họ Erebidae.